# Дивні дива (5 сезон)
П'ятий і останній сезон американського науково-фантастичного драматичного телесеріалу жахів Дивні дива вийде на потоковому сервісі Netflix, продюсують сезон творці серіалу брати Даффери разом із Шоном Леві, Деном Коеном, Айзеком Іяєм і Северином Коґутом.
До своїх ролей повернуться Вайнона Райдер, Девід Гарбор, Фінн Вулфгард, Міллі Боббі Браун, Гейтен Матараццо, Калеб Маклафлін, Ноа Шнапп, Седі Сінк, Наталія Даєр, Чарлі Гітон, Джо Кірі, Мая Гоук, Прія Ферґюсон, Бретт Ґельман, Кара Буоно. і Джеймі Кемпбелл Бовер. Емібет Мак-Налті тепер заявлена серед головних ролей, а Лінда Гамільтон приєдналася до основного акторського складу в нерозкритій ролі. Очікується, що сезон вийде у 2025 році.

## Актори та персонажі

### В головних ролях
- Вайнона Райдер — Джойс Баєрс
- Девід Гарбор — Джим Гоппер
- Міллі Боббі Браун — Одинадцять / Джейн Гоппер
- Фінн Вулфгард — Майк Вілер
- Гейтен Матараццо — Дастін Гендерсон
- Калеб Маклафлін — Лукас Сінклер
- Ноа Шнапп — Вілл Баєрс
- Седі Сінк — Макс Мейфілд
- Наталія Даєр — Ненсі Вілер
- Чарлі Гітон — Джонатан Баєрс
- Джо Кірі — Стів Гаррінґтон
- Мая Гоук — Робін Баклі
- Бретт Ґельман — Мюррей Бауман
- Прія Ферґюсон — Еріка Сінклер

### Другорядні ролі
- Джеймі Кемпбелл Бовер — Векна / Генрі Кріл / Один
- Кара Буоно — Карен Вілер
- Лінда Гамільтон
- Емібет Мак-Налті — Вікі

### Підтверджені
- Джо Крест[en] — Тед Вілер [1]
- Нелл Фішер
- Джейк Коннеллі
- Алекс Бро
- Шерман Авґуст[en] — підполковник Джек Салліван [2]

## Список епізодів
| № серії (загалом) | № серії (в сезоні) | Назва серії              | Режисер(и)    | Сценарист(и)  | Оригінальна дата виходу |
| ----------------- | ------------------ | ------------------------ | ------------- | ------------- | ----------------------- |
| 35                | 1                  | «Chapter One: The Crawl» | Брати Даффери | Брати Даффери | 2025                    |

## Виробництво

### Розробка
17 лютого 2022 року творці серіалу Метт і Росс Даффери опублікували розширений лист про Дивні дива, який включав графік випуску двох частин четвертого сезону, їхній намір створити додатковий серіал у всесвіті серіалу для Netflix та продовження серіалу на п'ятий і останній сезон. Дует спочатку вказав, що шоу планується виходити протягом максимум чотирьох сезонів, але пізніше у 2017 році продюсери натякнули на п'ятий сезон.
Як і в минулих сезонах, планування п'ятого й останнього сезону Дивних див почалося ще до випуску четвертого сезону. Однак через збої, спричинені пандемією COVID-19, Дафферам вдалося повністю окреслити п'ятий сезон ще до того, як почалися фільмування четвертого, що було відхиленням від їхнього звичайного темпу розробки. Потім вони переглянули свої чернетки та переробили структуру та події п'ятого сезону на основі відгуків, отриманих після випуску четвертого сезону, навіть змінили закінчення серіалу. Виконавчий продюсер Шон Леві зніме принаймні один епізод у сезоні до вересня 2023 року . Френк Дарабонт повернувся з пенсії, щоб зняти два епізоди, адже є великим шанувальником серіалу разом зі своєю дружиною.

### Сценарій
Написання сценарію для п'ятого сезону почалося 2 серпня 2022 року, приблизно через місяць після прем'єри 2 частини 4 сезону. 6 листопада 2022 року стало відомо, що перший епізод буде називатися «Chapter One: The Crawl» і його напишуть самі Даффери. Як зазначили Даффери на WGFestival 2022, деякі невикористані ідеї, спочатку задумані для другого сезону, були реалізовані в сюжетних лініях п'ятого сезону. Через вплив пандемії COVID-19 на індустрію розваг Даффери встигли намітити п'ятий сезон ще до того, як вдалося зняти, відредагувати та випустити навіть четвертий сезон, але після виходу четвертого сезону Даффери отримали деякі відгуки від шанувальників і співавторів шоу, спонукаючи їх переписати деякі плани на сезон, а саме фінал серіалу, і представити їх Netflix, хоча вони зазначили, що більшість їх початкового плану залишилася незмінною. Команда сценаристів описала тон сезону так, ніби «у 1 і 4 сезону народилася дитина», якій «ввели стероїди». 6 травня 2023 року брати Даффер оголосили, що написання 5 сезону призупинено через страйк Гільдії сценаристів Америки 2023 року. 27 вересня, у день завершення страйку, обліковий запис Дивні дива Writers опублікував зображення з написом «Ми повернулися», офіційно підтверджуючи, що написання сценарію поновлено. Того ж дня Netflix повідомила, що вони віддають перевагу писати сценарій під кожен сезон через дорослішання акторського складу. 14 жовтня 2023 року виявилося, що написання було завершено наполовину.

### Кастинг
У п'ятому сезоні повертаються Вайнона Райдер, Девід Гарбор, Фінн Вулфгард, Міллі Боббі Браун, Гейтен Матараццо, Калеб Маклафлін, Ноа Шнапп, Седі Сінк, Наталія Даєр, Чарлі Гітон, Джо Кірі, Мая Гоук, Прія Ферґюсон, Бретт Ґельман, Кара Буоно та Джеймі Кемпбелл Бовер. У червні 2023 року під час події Netflix TUDUM оголосили, що до акторського складу приєднається Лінда Гамільтон. Брати Даффер зв'язалися з Гамільтон через Zoom, надавши їй інформацію про «форму» її персонажа, але не історію. Коли в січні 2024 року почалися фільмування, команда опублікувала фотографію, яка підтвердила повернення Емібет Мак-Налті в ролі Вікі. У липні 2024 року до акторського складу приєдналися Нелл Фішер, Джейк Коннеллі та Алекс Бро .

### Знімання
Після значної затримки через Голлівудські трудові спори 2023 року виробництво п'ятого сезону офіційно почалося 8 січня 2024 року. Через це початкова домовленість Дафферів з Райдер після приєднання до шоу ще в середині 2015 року дозволила їй зробити перерву в серіалі, щоб повторити свою роль Лідії Дітц у «Бітлджюс Бітлджюс». До березня 2024 року Браун заявила, що до фільмування залишилося дев'ять місяців і що вона прочитала сценарії шести епізодів. 27 червня Мая Гоук повідомила в подкасті «Podcrushed», що сезон складатиметься «десь із восьми серій» і що епізоди «дуже довгі». 3 липня Росс Даффер повідомив, що виробництво завершено наполовину.

## Вихід
Сезон планується випустити в 3 частинах. Перша частина запланована на 14 серпня 2025 року, друга — 25 вересня 2025 року. Третя та фінальна частина запланована на 6 листопада 2025 року .